# Giorgio Porreca
Giorgio Porreca (nacido el 30 de agosto de 1927 en Nápoles,fallecido el 5 de enero de 1988 en Nápoles) fue un ajedrecista italiano, teórico del ajedrez, editor de la revista de publicación mensual Scacco!, autor de importantes libros sobre el ajedrez. Licenciado en lengua y literatura rusa, con varios textos traducidos de los maestros soviéticos, fue un gran amante de los estudios de ajedrez, como reflejó en su publicaciones en la citada Scacco!.

## Trayectoria como ajedrecista
Maestro Internacional de la FIDE y de la ICCF. Campeón italiano en 1950 en Sorrento (tras desempate con Engalicew)  y en 1956 en Rovigo. Siete veces Campeón de Italia en Ajedrez por correspondencia (ASIGC - Asociación Italiana de Ajedrez por Correspondencia) en 1957, así como ininterrumpidamente desde 1966 hasta 1973.
Participó con la selección italiana en tres Olimpiadas de ajedrez : Dubrovnik 1950 en el tercer tablero, Helsinki 1952 en el primer tablero, y en Ámsterdam en 1954 en el segundo tablero, con el resultado (+17 =11 -15).
Ganó en dos ocasiones el Campeonato Nacional italiano por equipos con el Circolo "Luigi Centurini", de Génova, en los años 1969 (completaban el equipo Tatai, Scafarelli y Grassi) y 1970 (junto con Porreca, Mario Grassi, Damele y Resaz), y en una ocasión con el equipo Accademia Scacchistica Napoletana, de Nápoles, en 1960 (completaban el equipo Scafarelli, Trezza, Del Vecchio y Busco).

## Partidas seleccionadas
Se incluyen a continuación dos victorias del maestro napolitano transcritas en notación algebraica italiana. La primera, contra Enrico Paoli, Maestro Internacional y decano del Ajedrez italiano. La segunda, contra el Gran Maestro Miroslav Filip, que participó varias veces en la selección para la candidatura al título mundial.
- 1. Enrico Paoli - Giorgio Porreca (Ferrara, 1952) - Defensa de los dos caballos (C-58)

1.e4 e5 2.Cf3 Cc6 3.Ac4 Cf6 4.Cg5 d5 6.Ab5 Ca5 5.exd5 + c6 7.dxc6 bxc6 8. df3 (var. Polerio ) Dc7 9.Ad3 Ae7 10.Cc3 Cd5 11.Cge4 h6 14.d4 Ab7 12.Cg3 c5 15.d5 CF4 13.Af5 g6 16.Ae4 f5 17.Axf5 gxf5 18.Axf4 exf4 19.Dh5 + Rd8 21.d6 + 20.OOO fxg3 Ag5 22.Rb1 DD7 23.The1 RC8 24.hxg3 Ac6 25.f4 AF6 26.Dg6 TF8 27.Cd5 Axd5 28.Txd5 RB7 29.Txc5 Tae8 30.Th1 Cc6 31.a3 Ta8 32 . Dxf5 Dxd6 33.Txh6 TB8 Dd1 34.c3 + (0-1
- Partida en línea en Chessgame
- 2. Miroslav Filip - Giorgio Porreca (Zagreb, 1955) - Defensa holandesa (A-84)

1.d4 d5 3.c4 e6 2.Cf3 4.e3 f5 (Stonewall) 5.Ad3 Ad6 6.b3 Ch6 7.0-0 0 - 0 8.Aa3 10.b4 g5 11.b5 Axa3 9.Cxa3 CD7 g4 12.Cd2 Cf6 13.Tc1 Dg5 14.bxc6 bxc6 15.cxd5 cxd5 16.De2 17.Tc7 TB8 Ce4 18.f3 Cxd2 19.Dxd2 gxf3 20 . Txf3 RH8 21.Txa7 TB7 22.Txb7 Axb7 23.Db4 TG8 24.Tg3 CG4 25.h3 DH4 26.Tf3 Se5!   (ganando movimiento) 27.Ae2 Cxf3 28.Axf3 + Ad7 29.Cb5 AC8 30.Dd6 DG3 ( 0-1)
- Partida en línea en Chessgame

## Obras y publicaciones
- Il libro completo degli scacchi. Milán, Editorial Mursia (en colaboración con Adriano Chicco)
- Dizionario enciclopedico degli scacchi. Milán, Editorial Mursia (en colaboración con Adriano Chicco)
- La partita ortodossa (La Defensa ortodoxa). Milán, Mursia
- Manuale teorico-pratico delle aperture. Milán, Mursia
- Studi scacchistici. Milán, Mursia
- La Difesa francese (La Defensa francesa). Milán, Mursia
- La Partita italiana (La Apertura italiana. Milán, Mursia
- La Partita di Re (La Apertura de peón de rey)(en dos volúmenes). Santa Maria Capua Vetere, Editorial Scacco!
- Anatoli Kárpov: la storia della rapida carriera del campione del mondo presentata attraverso un esteso commento. Santa Maria Capua Vetere, Scacco!
- Peter Romanovsky, Il centro di partita. Milán, Mursia